# Poussières dans le vent
Ne doit pas être confondu avec Dust in the Wind.
Pour plus de détails, voir Fiche technique et Distribution.
Poussières dans le vent (戀戀風塵, Liàn liàn fēngchén) est un film taïwanais réalisé par Hou Hsiao-hsien, sorti en 1986.

## Synopsis
Taïwan, 1965. Deux amis d'enfance décident de quitter leur village de montagne pour aller travailler à Taipei et, pour l'un d'entre eux, de poursuivre ses études en cours du soir.

## Fiche technique
- Titre : Poussières dans le vent
- Titre original : 戀戀風塵, Liàn liàn fēngchén
- Réalisation : Hou Hsiao-hsien
- Scénario : Chu Tien-wen et Wu Nien-jen
- Pays d'origine : Taïwan
- Format : Couleurs - 1,85:1 - 35 mm
- Genre : Drame
- Durée : 109 minutes
- Date de sortie : 1986

## Distribution
- Wang Chien-wen : Wan
- Xin Shufen : Huen
- Li Tianlu : le grand-père
- Ko Yue-lin : le fils de Madame Lin
- Yang Lai-yin : Ying

## Distinctions
- Festival des 3 Continents 1987 : Prix de la meilleure image et prix de la meilleure musique[1].